# Nicolás López Martínez
Nicolás López Martínez (* 2. November 1925 in Medina de Pomar; † Oktober 2006 in Burgos) war ein spanischer römisch-katholischer Theologe, Historiker und Kleriker.

## Leben und Werk
Nicolás López Martínez studierte am Priesterseminar von Burgos und an der Universität Salamanca. Er wurde bereits mit 25 Jahren Professor und bildete nahezu drei Generationen von Priestern in Burgos aus. Er wirkte an der Fakultät für Theologie der Universität und an der Akademie Fernán González in Burgos. Er galt als gewissenhafter Forscher und nahm als Berater am Zweiten Vatikanischen Konzil teil.
Nicolás López Martínez schrieb auch Artikel für die dritte Auflage des Lexikon für Theologie und Kirche wie beispielsweise den Artikel zu Francisco Pacheco de Toledo.
Nicolás López Martínez starb im Oktober 2006 kurz vor Erreichen seines 81. Lebensjahres in Burgos.